# Garcia de Noronha

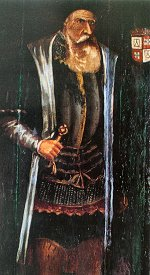
Dom Garcia de Noronha, dritter Vizekönig von Indien

Dom Garcia de Noronha (* 1480 in Lissabon, Portugal; † 3. April 1540 in Goa, Indien) war ein portugiesischer Adliger. Er war der dritte Vizekönig des Estado da India.

## Leben und Wirken
Soweit das Leben rekonstruierbar ist, entstammt Garcia de Noronha adligen Verhältnissen; sein Vater Dom Fernando de Noronha, war im Kronrat, außerdem königlicher Haushofmeister.
Als junger Edelmann verkehrte regelmäßig am königlichen Hof. Außerdem war er nach dem Tode seines Vaters als Mitglied des Kronrates am Hofe König Manuels I. tätig. Bereits 1511 war er Oberbefehlshaber eines Geschwaders von sechs Schiffen nach Indien.
Er war mit Ines de Castro verheiratet, mit ihr hatte er 4 Kinder. Überdies war er ein Neffe von Afonso de Albuquerque. In Lissabon ist eine Straße nach ihm benannt.

## Vizekönig von Indien
Als Nachfolger des schwerkranken Generalgouverneurs Nuno da Cunha wurde er am 18. März 1538 per königlichen Erlass zum Vizekönig von Portugiesisch-Indien (Estado da India) durch König Johann III. von Portugal ernannt. Am 6. April 1538 landete er in Indien.
Während seiner Regierungszeit förderte er die Ansiedlung von Missionaren auf der Insel Celebes und in Makassar. Er erließ ein Verbot der Errichtung und des Baus von vor allem hinduistischen und buddhistischen Tempeln innerhalb des Estado da India. Mit dem König von Cambay schloss er in Diu offiziell Frieden.
Er starb als Vizekönig am 3. April 1540 in Goa.